# Flamberede hjerter
Flamberede hjerter er en dansk komediefilm fra 1986, skrevet og instrueret af Helle Ryslinge.

## Medvirkende
- Kirsten Lehfeldt
- Peter Hesse Overgaard
- Hans Henrik Clemensen
- Søren Østergaard
- Torben Jensen
- Ingolf David
- Lillian Tillegreen
- Pernille Højmark
- Anders Hove
- Aage Haugland
- Margrethe Koytu
- Else Petersen
- Kirsten Peüliche
- Arne Siemsen
- Hannah Bjarnhof
- Morten Suurballe
- Peter Poulsen